# Nostalgia por la República Popular de Polonia

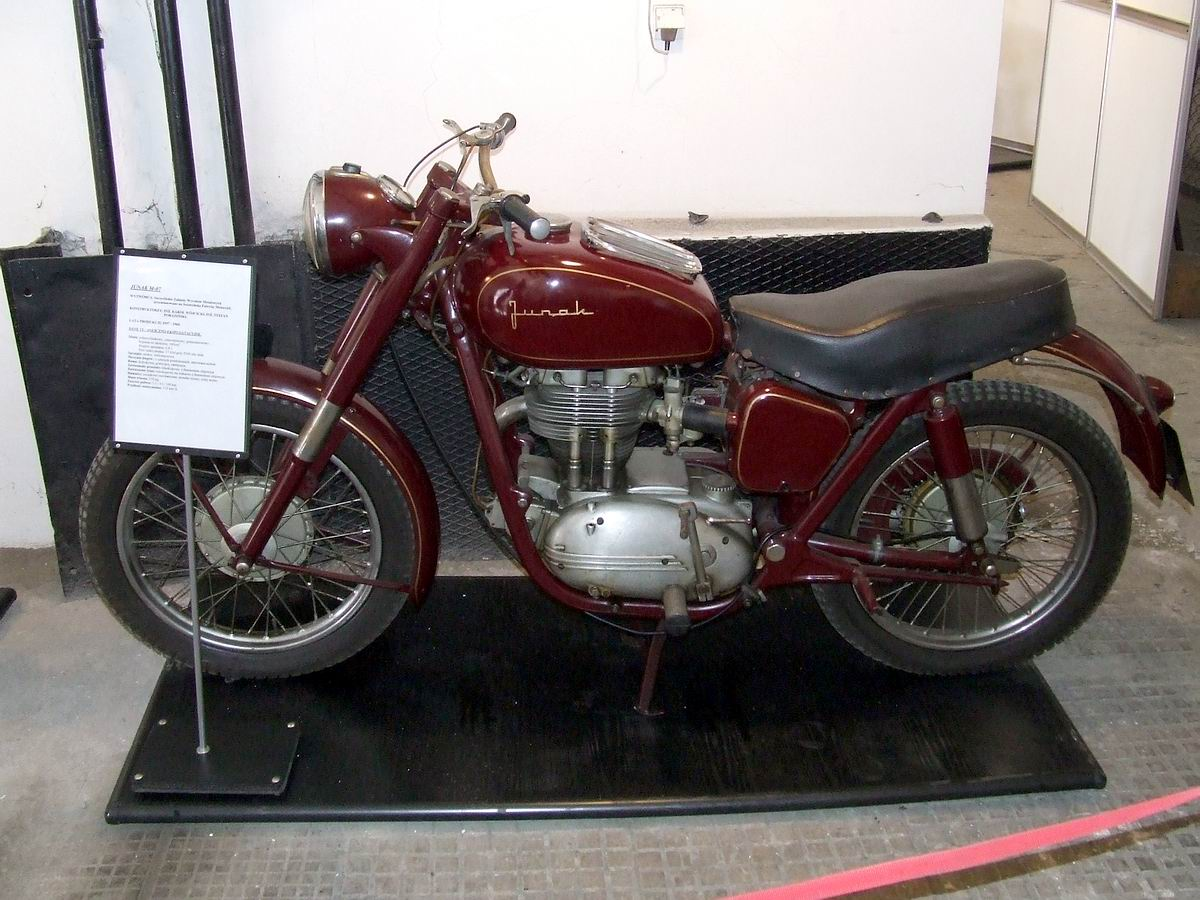
Una moto de la antigua época comunista en Polonia.

En la cultura polaca, la nostalgia de la República Popular de Polonia es nostalgia por aspectos de la vida en la República Popular de Polonia (en polaco: Polska Rzeczpospolita Ludowa, RPP).
Como ocurre con otras manifestaciones de la nostalgia comunista, para las personas que vivieron en los tiempos de la RPP, los dos factores principales de la nostalgia RPP son la insatisfacción con el presente y el recuerdo del pasado feliz y más recordado.
Las empresas respondieron rápidamente al fenómeno renovando la fabricación de productos de la época de PRL, como el helado tibio, motocicletas, detergente para ropa Ludwik.
En Ridgewood, Nueva York, en un enclave de polaco-estadounidenses, hay una farmacia Pewex, tienda de salud y belleza, que rinde homenaje a la Pewex original en la RPP.[cita requerida]